# Svračkovo Selo
Svračkovo Selo es una localidad de Croacia situada en el municipio de Udbina, en el condado de Lika-Senj. Según el censo de 2021, tiene una población de 10 habitantes.

## Demografía
| Gráfica de población de Svračkovo Selo 1857-2011                    |
|                                                                     |
| Según los censos de población de la Oficina de Estadísticas Croata. |